# 에두아르 로제바슬랭

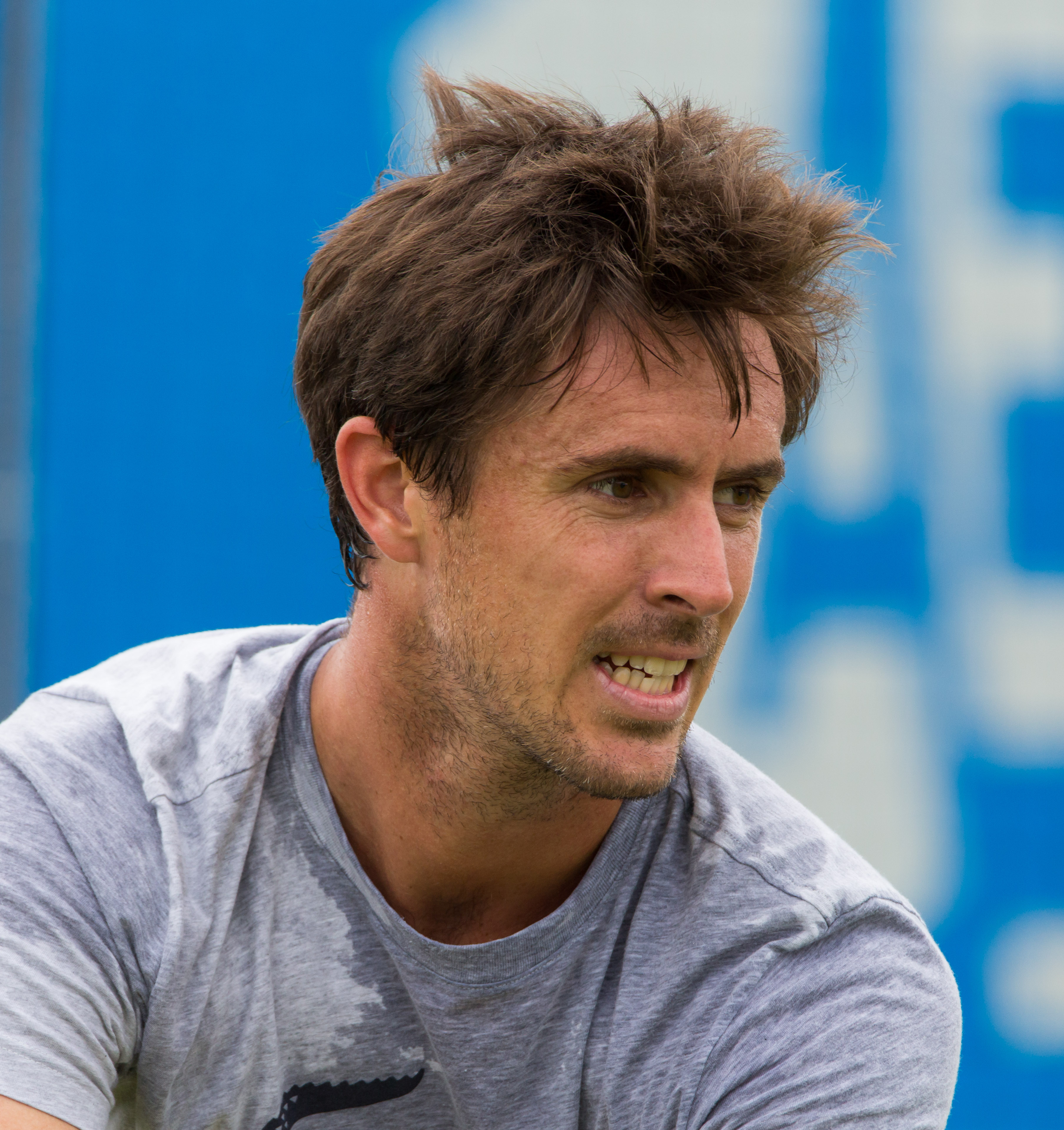
런던 선수권 대회에서의 로제바슬랭 선수

에두아르 로제바슬랭(프랑스어: Édouard Roger-Vasselin, 1983년 11월 28일 ~ )은 프랑스의 테니스 선수이다. 2014년 쥘리앵 베네토와 복식으로 프랑스 오픈에서 우승하였다. 젠빌리에 출신이며 그의 아버지 크리스토프 로제바슬랭도 테니스 선수이다.